# ایسباخ (اشتایرمارک)
ایسباخ (به آلمانی: Eisbach) یک منطقهٔ مسکونی در اتریش است که در گراتس اومگبونگ واقع شده‌است. ایسباخ ۴۱٫۴۵ کیلومتر مربع مساحت دارد ۴۵۳ متر بالاتر از سطح دریا واقع شده‌است.